# Kibatalia arborea
Kibatalia arborea är en oleanderväxtart som först beskrevs av Bi., och fick sitt nu gällande namn av George Don jr. Kibatalia arborea ingår i släktet Kibatalia och familjen oleanderväxter. Inga underarter finns listade i Catalogue of Life.